# 1428
1428 (MCDXXVIII) je bilo prestopno leto, ki se je po julijanskem koledarju začelo na četrtek.

## Dogodki
- 1. januar

## Rojstva
- Žanibek kan, drugi kan Kazaškega kanata († ok. 1480)

## Smrti
- 4. januar - Friderik I. Saški, nemški volilni knez, mejni grof Meissna (* 1370)
- 17. oktober - Andrej Rubljov, ruski slikar (* 1360)
- Pavel Beneški, italijanski teolog, logik (* 1368)
- Thomas Erpingham, angleški vitez in vojskovodja (* 1355)